# 石井潔
石井 潔（いしい きよし、1955年 - ）は、岐阜県出身の元静岡大学学長。文学修士。

## 経歴
1955年岐阜県生まれ。東京大学卒、1985年東京大学大学院人文科学研究科倫理学専門課程第一種博士課程単位取得退学、静岡大学教育学部助手、その後、2000年より教授、教育学部長、理事（教育・附属学校園担当）を経て、2017年に静岡大学学長に就任。2021年4月1日より放送大学静岡学習センター所長・特任教授。

## 研究
専門は倫理哲学である。大学院において、ドイツを中心とするヨーロッパ思想史および倫理学を研究した。その後は教育学部の教員として、多文化主義教育、道徳教育に関連する研究、またより一般的には文化研究、批判的実在論に関連する研究に取り組んでいる。

## 大学再編
- 2019年 - 国立大学法人静岡大学の学長として、国立大学法人浜松医科大学と、国立大学法人静岡国立大学機構を設立、大学再編に合意した[3]。

## 著作
- 共著『道徳を問い直す』(水曜社、2003年）、共著担当箇所(第5章148-181)
- 単著『自律から社交へ』(青木書店、1998年）
- 共著『哲学のトポス』(八千代出版、1992年）、共著担当箇所(第3章123-166)